# Cimier

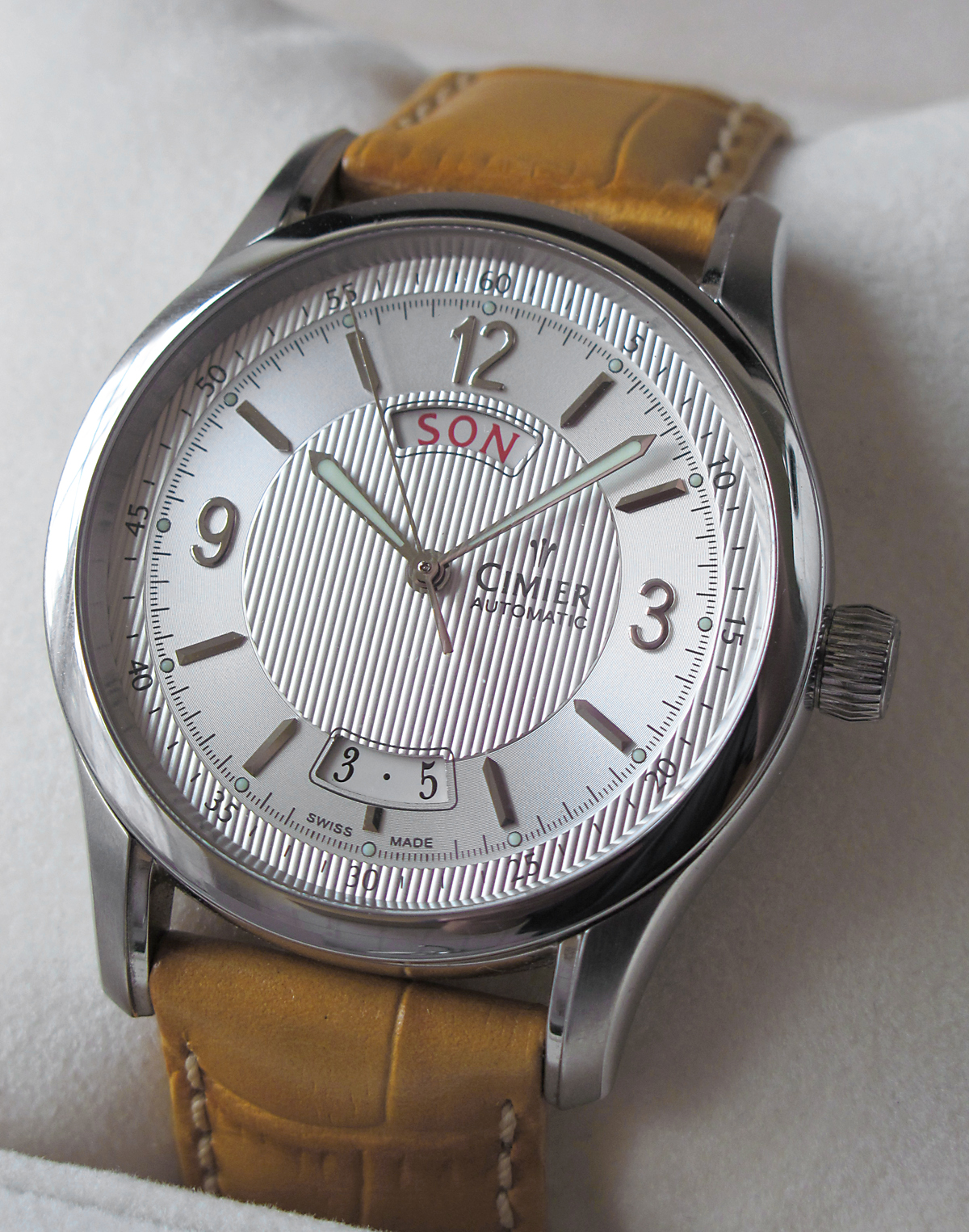
Cimier Modell 1924 Day Date, ca. 2008

Montres Cimier SA, ist ein unabhängiger Schweizer Uhrenhersteller mit Sitz in Biel. Cimier entwirft, entwickelt und montiert ihre Uhren selbst, wobei grösstenteils personalisierte Werke, teilweise mit Modifikationen, verwendet werden. Das Unternehmen stellt auch Quarzuhren her.

## Geschichte
Die Ursprünge von Cimier reichen zurück ins Jahr 1924, als der Uhrmacher Joseph Lapanouse in Hölstein (BL) die Uhrenmanufaktur Lapanouse SA gründete und seine Uhren unter der Marke „Cimier“ verkaufte. Dabei handelte es sich um so genannte Stiftanker-Uhren, preiswerte Uhren mit robusten und preisgünstigen Werken.
In den 1950er Jahren lancierte die inzwischen in LAPANOUSE-CIMIER SA umbenannte Uhrenmanufaktur den ersten Stiftanker-Chronographen, von dem 21 Millionen Stück gebaut wurden. Es handelte sich hierbei allerdings um sogenannten „Schein-Chronographen“, bei denen die Unruh per Schieber angehalten wurde. Bis Ende der 1960er Jahre stieg die Jahresproduktion auf bis zu 1,5 Millionen Uhren und das Unternehmen beschäftigte in Bubendorf über 500 Mitarbeiter. 
Als im Zuge der Quarzkrise in den 1970er Jahren der Absatz mechanischer Uhren stark rückläufig war, entwickelte und industrialisierte Cimier eigene Quarzwerke. Die für eine rentable Produktion von Quarzwerken erforderlichen Stückzahlen wurden indes nicht erreicht, so dass die Uhrenherstellung 1985 einstweilig eingestellt wurde.

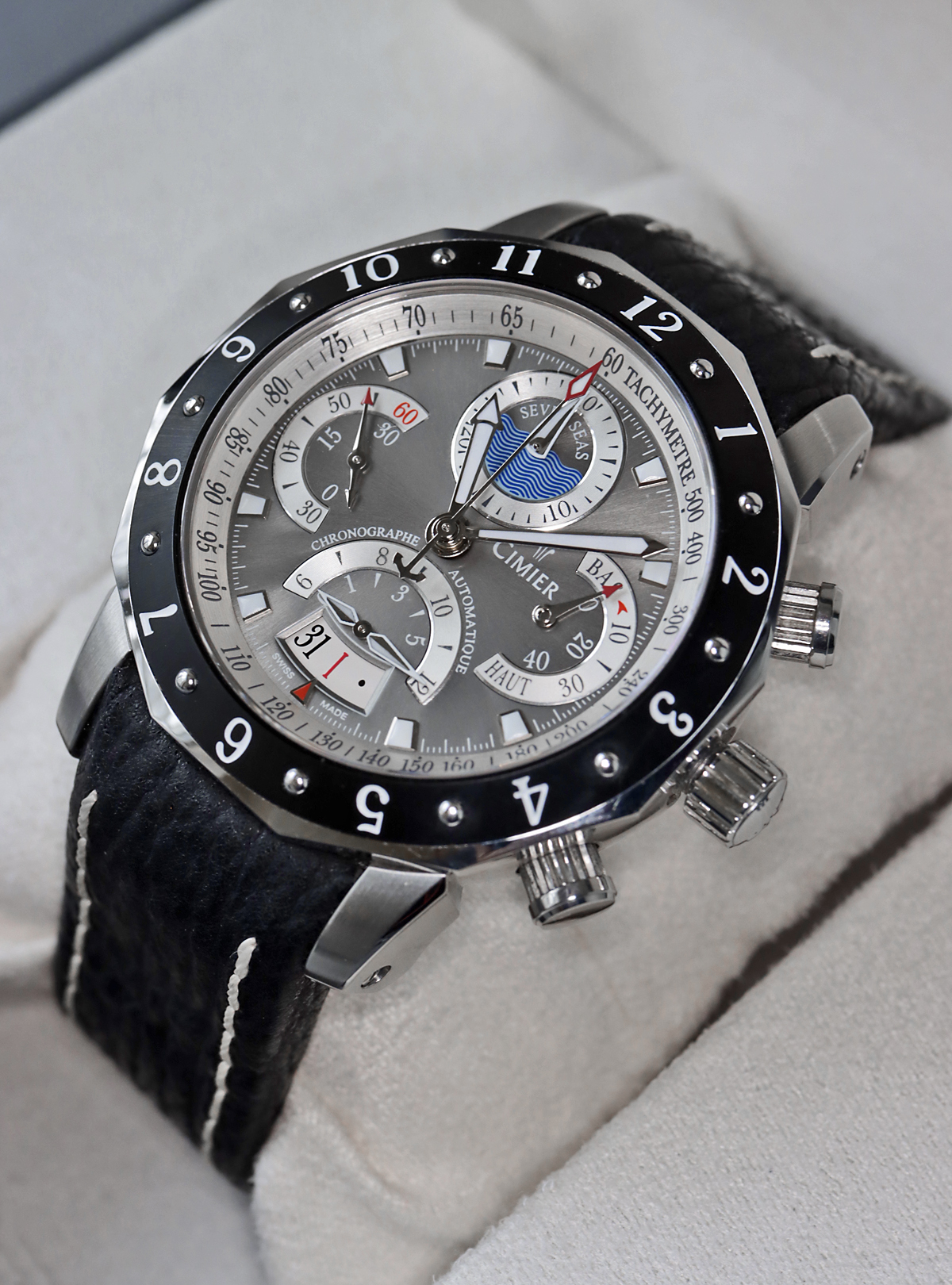
Mechanischer Chronograph Cimier Modell Seven Seas Sextant mit Zeitzonenanzeige (über Drehlünette), Tachymeterskala und Gangreserveanzeige.

Ab 2003 erfolgte eine Wiederbelebung der Marke Cimier durch ehemalige Mitarbeiter von Maurice Lacroix, in Deutschland Robert Jaeger und in der Schweiz Martin Bärtsch. Als Berater und Gestalter wirkte Rene Baumann mit, der zuvor bei Maurice Lacroix die Produktlinie Masterpiece-Collection verantwortete. Heute umfasst die Cimier-Kollektion mehrere Modelllinien von mechanischen und Quarzuhren. 

## Watch Academy
2010 eröffnete die Watch Academy, in der Endkonsumenten in einem Tag eine eigene mechanische Uhr kreieren und montieren können. Mittlerweile stehen mehrerer Handaufzugskaliber sowie ein Automatikwerk zur Auswahl.